# Астра новоанглийская
Symphyotrichum novae-angliae — вид многолетних травянистых растений рода Symphyotrichum.
Широко используемые русские названия: Астра американская, Астра новоанглийская, Астра ново-английская.

## Синонимы
По данным The Plant List:
- Aster altissimus Moench
- Aster concinnus Colla
- Aster novae-angliae L.
- Aster novae-angliae f. geneseensis House
- Aster novae-angliae var. monocephalus Farw.
- Aster novae-angliae f. rosarius House
- Aster novae-angliae f. roseus (Desf.) Britton
- Aster novae-angliae f. spurius (Willd.) Voss
- Aster roseus Desf.
- Aster spurius Willd.
- Lasallea novae-angliae (L.) Semple & Brouillet
- Virgulus novae-angliae (L.) Reveal & Keener

## Распространение и экология
Центральные и восточные части Северной Америки.

## Ботаническое описание
Корневищный многолетник.
Стебли прямые, ветвящиеся, густо опушенные, образуют раскидистые кусты. Высота до 200 см, ширина до 80 см.
Листья ланцетные или продолговато-ланцетные.
Корзинки 3—4 см в диаметре, собраны в метельчатые соцветия.
Язычковые цветки карминовые, розовые, голубые, фиолетовые и пурпурные; трубчатые — жёлтые, красноватые или пурпурные.

## В культуре
В культуре с 1700 года.
В средней полосе России все сорта цветут осенью, в сентябре — октябре, на юге и в ноябре.
Ряд сортов выдерживает утренние заморозки до −5 °С. Многочисленные сорта различаются по времени цветения, размерам и окраске соцветий.
Рекомендуется осуществлять посадку в солнечных местах, на плодородных почвах.
Пересадка осуществляется в начале мая или в сентябре. Делить кусты рекомендуется раз в 3-4 года.
Размножение: делением куста, зелёными черенками.
Используется в качестве декоративного садового растения, а также на срезку для разнообразных аранжировок и букетов.

## Популярные сорта
- 'Andenken an Alma Poetsc' (syn.: 'Alma Potschke'). Высота куста 80—120 см. Соцветия лососево-красного цвета с жёлтым центром. Цветение: сентябрь-октябрь[3][4].
- 'Andenken an Paul Gerber'. Куст довольно плотный, нижняя 1/3 оголяется, высота 125[5]—150 см. Соцветия красного цвета с жёлтым диском[6]; согласно другому источнику до 3,5 см в диаметре, полумахровые, чашевидные, лилово-малиновые с крупным красно-бурым диском[5]. Цветение: август-сентябрь[6], согласно другому источнику со второй половины сентября[5].
- 'Barr's Blue'. Высота куста около 125 см. Соцветия синего цвета с жёлтым центром. Цветение: сентябрь-октябрь[7].
- 'Barr's Pink' (syn. 'Bars Pink'). Высота куста около 150 см. Соцветия 4 см в диаметре, собраны в густые кисти. Язычковые цветки — карминовые; трубчатые — жёлтые[2]. Согласно другому источнику: высота растений около 125 см, соцветия сиренево-розовые, цветение в сентябре-октябре[8].
- 'Barrs Violet'. Куст плотный, но почти до половины оголяющийся снизу. Высота около 120 см. Соцветия полумахровые, диаметром 4—4,5 см, фиолетово-лиловые с крупным тёмно-жёлтым диском. Цветёт с начала сентября[5].
- 'Browmann'. Высота куста около 120 см. Соцветие 4 см в диаметре. Цветет с сентября. Язычковые цветки фиолетово-сиреневые[2].
- 'Harpington Pink'. Высота куста около 150 см. Корзинки до 3,5 см в диаметре; язычковые цветки светло-розовые, трубчатые — золотисто-коричневые. Цветет с конца сентября 30—35 дней[2]. Согласно другому источнику: высота куста до 125 см, цветение с августа по октябрь[9].
- 'Herbstschnee'. Куст плотный, высотой 120 см. Соцветие простое, диаметром 3,5—4 см, грязновато-белое с крупным жёлтым диском. Отцветающие цветки несколько снижают декоративность. Цветёт с середины августа[5].
- 'Gerberose'. Высота куста около 150 см. Соцветия собраны в короткие кисти, около 3,5 см в диаметре, многочисленные, покрывают все растение розовым облаком[2].
- 'Gloire de Kronstadt'. Высота куста около 130 см. Многочисленные соцветия 4 см в диаметре, собраны в короткие рыхлые кисти. Язычковые цветки сиренево-фиолетовые. Цветёт с сентября[2].
- 'Doctor Eckener'. Высота куста около 150 см. Корзинки до 4 см в диаметре; язычковые цветки красно-фиолетовые, трубчатые — светло-коричневые и желтые. Цветет в октябре 20—25 дней[2].
- 'Constance'. Высота куста около 150—180 см. Соцветия 3,5 см в диаметре, язычковые цветки тёмно-лиловые, трубчатые — коричневые или жёлтые. Цветёт в сентябре — октябре 30—35 дней. Переносит ночную температуру до −8 °С[2].
- 'Lille Fardell'. Высота куста около 130 см. Соцветия 3,5 см в диаметре. Язычковые цветки густо-розового цвета. Соцветия собраны в рыхлые короткие кисти[2].
- 'Purple Dome'. Высота растений 30—60 см[10]. Цветки тёмно-фиолетовые, около 3,8 см в диаметре[11]. Цветение: август—сентябрь. Зоны морозостойкости: 3a—9b. Почва: pH 3,1—6,5[10].
- 'Rosa Siegel'. Куст довольно плотный, раскидистый, высотой 125—130 см. Соцветия полумахровые, слегка чашевидные, диаметром около 5 см, светло-розовые с крупным красно-бурым диском. Бутоны имеют ярко-коралловую окраску. Цветёт с конца сентября[5].
- 'Rote Stem'. Высота куста около 150 см. Корзинки до 4 см в диаметре; язычковые цветки тёмно-карминовые, трубчатые — коричневые. Цветёт осенью 25—30 дней[2].
- 'Rudersburg'. Куст высокий (140—150 см), плотный, оголяющийся снизу на одну треть. Соцветия полумахровые, вначале полушаровидные, затем почти плоские, крупные (диаметром 5,5—6 см), тёмно-розовые с крупным тёмно-бордовым диском. Цветёт с середины сентября[5].
- 'Septemberrubin'. Высота куста до 150 см. Соцветия 3,5 см в диаметре, собраны в кисти. Язычковые цветки — красно-розовые. Возможны и другие вариации[2].